# John Greenwood

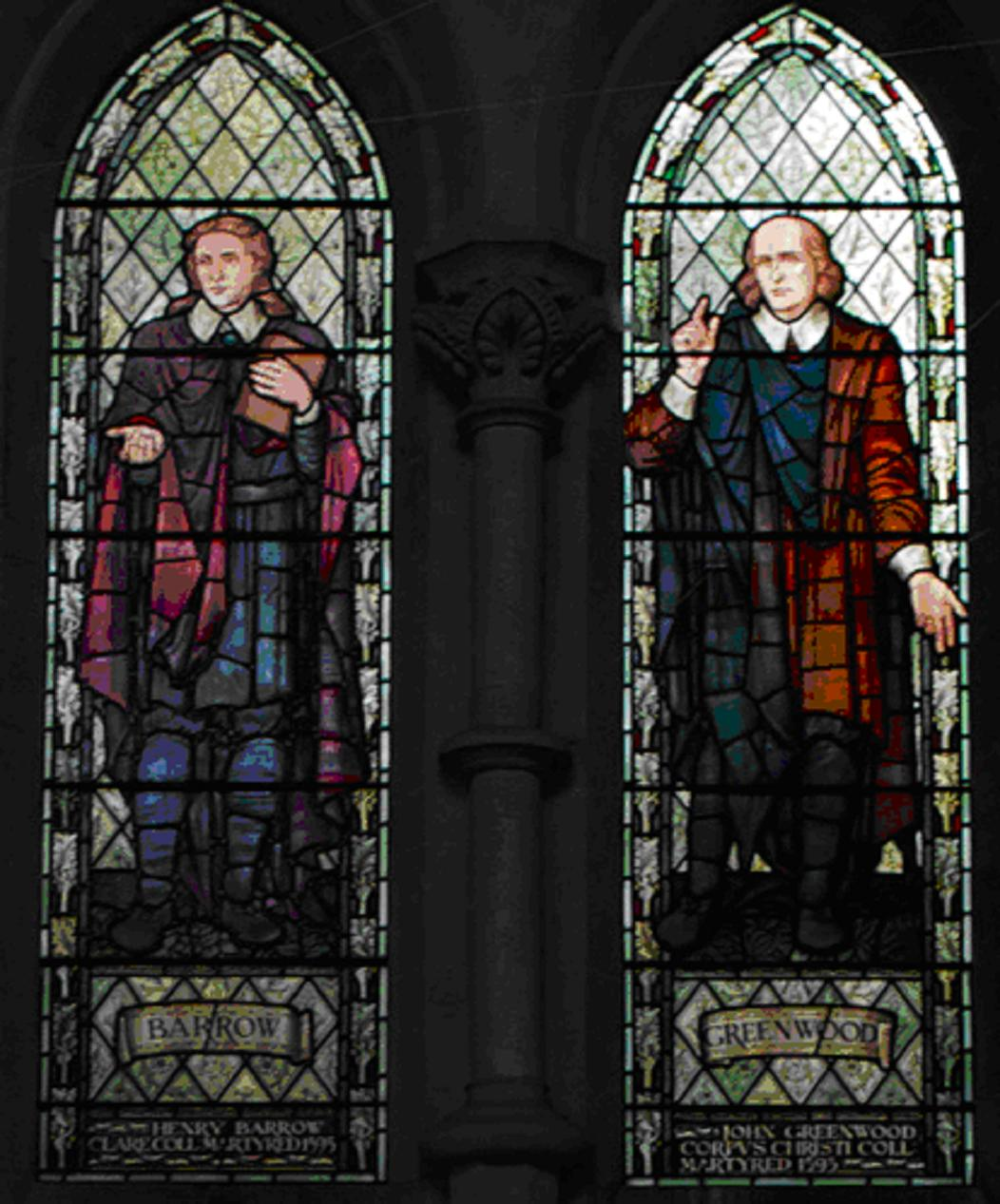
Henry Barrowe (esquerda) & John Greenwood (Emmanuel United Reformed Church, Cambridge)

John Greenwood (m. 6 de abril de 1593), puritano e separatista inglês. A data e o local do seu nascimento são desconhecidos. 
É incerto se ele foi diretamente influenciado pelos ensinamentos de Robert Browne; mas, em qualquer caso, ele assumiu posicionamentos puritanos até que, em última análise, adotou o separatismo. Em 1581 ele foi capelão de Lord Rich, em Rochford, Essex. 
Os detalhes dos próximos anos são escassos, mas em 1586 ele foi reconhecido como líder dos separatistas em Londres, dos quais um número considerável havia sido preso por diversas ocasiões desde 1567. Greenwood foi preso no início de outubro de 1586. Durante sua prisão, ele escreveu alguns folhetos em conjunto com seu companheiro de prisão Henry Barrowe. No outono de 1588, esteve em "liberdade de prisão". Em 5 de dezembro de 1590 ele foi preso novamente, e em março seguinte foi julgado, juntamente com Barrowe, e condenado à morte. Ele foi enforcado no dia 6 de abril de 1593.